# Rodrigo Riera
Rodrigo Riera (* 19. September 1923 in Carora, Lara; † 9. August 1999 in Barquisimeto, Lara) war ein venezolanischer Gitarrist und Komponist.
Riera war als Gitarrist Autodidakt. Er war bereits beim Rundfunk aufgetreten, als er 1945 nach Caracas kam, wo er bei Raúl Borges studierte. 1952 ging er nach Spanien und wurde am Real Conservatorio Superior de Música y Declamación in Madrid Schüler von Regino Sáinz de la Maza. 1954 besuchte er die Meisterklasse von Andrés Segovia an der Accademia Musicale Chigiana in Siena.
Bis 1962 lebte Riera in Spanien, von wo aus er Konzertreisen durch Europa und sein Heimatland Venezuela unternahm. Er spielte Werke lateinamerikanischer Komponisten wie Antonio Lauro, Heitor Villa-Lobos, Agustín Barrios Mangoré, Manuel María Ponce, Vicente Emilio Sojo und Raúl Borges sowie eigene Kompositionen. Gelegentlich trat er auch im Duo mit seinem Freund Alirio Díaz auf.
1962 kam er nach New York, wo er als Konzertgitarrist, Komponist und Gitarrenlehrer wirkte. Hier entstanden einige seiner bekanntesten Werke wie das Preludio Criollo, Merengue Venezolano, Elorac, Monotonia, Melancolia und Cancion Caroreña. Er bearbeitete auch mehrere Instrumentalkonzerte Vivaldis für die Gitarre.
1969 kehrte er nach Venezuela zurück und ließ sich 1971 in Barquisimeto nieder. Er wirkte dort bis zu seinem Tod als Komponist und Musikpädagoge. 1995 erhielt er den kolumbianischen Nationalpreis für Musik. In Caracas veranstaltet die Fundación Mavesa alle zwei Jahre den Concurso Internacional para Guitarra Clásica Rodrigo Riera.

## Werke
- Choro (1960)
- Merengue Venezolano (1962)
- Serenata Ingenua (1963)
- Canción Caroreña (1964)
- Preludio Criollo (1963)
- Elorac (1964)
- Triptico Venezolano-Melancolía, Monotonía, Nostalgia (1968)
- Golpe al Diablo de Carora (1969)
- Chorinho
- Homenaje a la Chicachagua
- Pajarillo con Revoltillo
- Suite Popular – Homage al Maestro Antonio Lauro (1990)

| Personendaten    | Personendaten                           |
| ---------------- | --------------------------------------- |
| NAME             | Riera, Rodrigo                          |
| KURZBESCHREIBUNG | venezolanischer Gitarrist und Komponist |
| GEBURTSDATUM     | 19. September 1923                      |
| GEBURTSORT       | Carora, Lara                            |
| STERBEDATUM      | 9. August 1999                          |
| STERBEORT        | Barquisimeto, Lara                      |